# Український військовий контингент в Боснії і Герцеговині

Український військовий контингент в Боснії і Герцеговині — окремий контингент Збройних сил України, призначений до операційних дій у рамках сил НАТО IFOR і SFOR на території Боснії і Герцеговини.

## Історія

### IFOR
Сили з виконання мирної угоди (ІФОР) були розгорнуті в Боснії та Герцеговині на один рік в грудні 1995 року у відповідності до мандату.
ІФОР діяли у рамках Глави VII Статуту ООН, а їхні повноваження витікали з резолюції РБ ООН № 1031 від 15 грудня 1995 року. Це надавало їм мандат не тільки на підтримку миру, але, за необхідності, на його запровадження. По суті, ІФОР була операцією з запровадження миру, хоча частіше її називали операцією з підтримки миру.
Метою ІФОР було спостереження за реалізацією військових аспектів Дейтонської мирної угоди, яка поклала кінець війні в Боснії. Основне завдання сил ІФОР полягало в тому, щоб гарантувати припинення бойових дій і розділити збройні сили Федерації Боснії і Герцеговини з однієї сторони та Республіки Сербської з іншої.
Сили ІФОР здійснювали нагляд за передачею території між Федерацією Боснії та Герцеговини та Республікою Сербською, демаркацією кордонів між цими об'єднаннями, а також виведенням важкого озброєння до спеціальних районів для його зберігання.
З покращанням обстановки на місцях сили ІФОР розпочали надавати підтримку організаціям, залученим до нагляду за реалізацією цивільних аспектів Дейтонської мирної угоди, в тому числі Управлінню Високого представника, ОБСЄ та ООН.
Завдання сил ІФОР було практично завершено до виборів, що відбулися у вересні 1996 року. Оскільки ситуація все-таки залишалася потенційно нестабільною, а в цивільній галузі слід було зробити ще багато, в грудні 1996 року НАТО погодилася розгорнути нові Стабілізаційні сили (СФОР).

### SFOR
Стабілізаційні сили (СФОР) діяли в рамках Глави VII Статуту ООН, а їхні повноваження витікали з резолюції РБ ООН № 1088 від 12 грудня 1996 року. Як й у випадку з ІФОР, мова йшла про операцію з запровадження миру, хоча частіше її називали операцією з підтримки миру.
Основна мета сил СФОР полягала в утворенні безпечних умов для цивільного та політичного відновлення країни.
Зокрема, контингент СФОР відповідав за стримування та попередження нових бойових дій, утворення сприятливих умов для подальшого розвитку мирного процесу, а також надання підтримки цивільним організаціям, які беруть участь у цьому процесі, вибірково та з урахуванням наявних сил і засобів.
Діяльність СФОР включала цілий спектр різноманітних завдань – від патрулювання та гарантування безпеки в районі, підтримки оборонної реформи та спостереження за проведенням розмінування до арешту підозрюваних у скоєнні воєнних злочинів, а також сприяння в утворенні необхідних умов для повернення біженців і переміщених осіб.

## Український контингент
У грудні 1995 року 240 ОСБ передано до СВУ. У березні 1997 року 240 ОСБ передислоковано з м. Сараєво до населеного пункту (н.п.) Врапчичі (поблизу від м. Мостар).
Україна як один із найбільших контриб'юторів військового персоналу отримала офіційне запрошення від керівництва НАТО, уповноваженого Радою Безпеки ООН на проведення миротворчої операції в Боснії і Герцеговині, взяти участь у багатонаціональних Силах. У відповідь на запрошення в грудні 1995 р. уряд України схвалив рішення про надання до складу Сил з виконання Угоди українського військового підрозділу Збройних Сил – окремий спеціальний батальйон чисельністю 550 військовослужбовців. В січні 1996 р. між Україною та НАТО було укладено відповідні угоди про участь України в операції СВУ. В лютому 1996 р. із завершенням процесу сертифікації українського батальйону, він перейшов до складу СВУ.
У зв’язку з закінченням в грудні 1996 р. строку повноважень СВУ, Рада Безпеки ООН одностайно ухвалила резолюцію № 1088, згідно з якою було санкціоновано розгортання Багатонаціональних Стабілізаційних Сил (SFOR) на період 18 місяців як правонаступника СВУ. Серед головних завдань, які покладались на SFOR, було подальше сприяння виконанню Дейтонської угоди. Операція SFOR призначена для сприяння заходам самостійної цивільної розбудови Боснії і Герцеговини, спрямованим на створення ситуації, за якою міжнародна військова присутність у країні стане далі не потрібною.
Враховуючи значний внесок України в успішне проведення операції СВУ та високу оцінку професіоналізму українських військовослужбовців, керівництвом НАТО було знову офіційно запрошено нашу країну до участі її контингенту в операції SFOR. Для подальшого зміцнення статусу України як впливового учасника процесу врегулювання югославського конфлікту та новоствореної євроатлантичної структури безпеки, Кабінет Міністрів України в квітні 1997 р. ухвалив постанову «Про забезпечення діяльності Українського контингенту в операції Багатонаціональних Стабілізаційних Сил на території Боснії і Герцеговини». Згідно з цією постановою, окремий спеціальний батальйон чисельністю 400 військових продовжив своє перебування на території Боснії і Герцеговини у складі SFOR. У листопаді 1999 р. за домовленістю з НАТО Україна вивела своїх миротворців із Боснії.
Під час перебування 240 ОСБ у м. Сараєво та Боснії і Герцеговині особовий склад, окрім виконання миротворчих завдань, брав участь у відбудові, реконструкції та відновленні лікарні і школи, ремонті доріг, ліній електромереж, трамвайної колії та трамвайного потягу, роздачі їжі сиротам та малечі, наданні медичної допомоги місцевому населенню тощо. Перший трамвай, який пройшов відновленою колією, був пофарбований у жовто-блакитний колір. Це було зроблено на честь українських миротворців. До речі, ця трамвайна колія найстаріша у Європі.